# 熊野カルデラ
熊野カルデラ（くまのかるでら）は、約1400万年前の中新世中期に活動した、直径南北41㎞東西直径23㎞の大きさをもつ大型のカルデラである。紀伊半島南部熊野地方に、現在は僅かな痕跡として存在している。

## 概要
熊野カルデラの活動時期は約1500万年前 - 1400万年前と考えられる。その岩石は熊野酸性岩類と呼ばれ、同時期の約1500万年前 - 1300万年前に火成岩を形成する火山活動が発生した大峰山脈、室戸岬、足摺岬とともに外帯酸性岩類と総称される。瀬戸内火山岩類を形成した火山活動も同時期と考えられている。また、南方の潮岬付近には先行する約1800 - 1600万年前の活動による火成岩が分布する。
現在は紀伊半島特有の豊富な降水のために、著しい侵食を受け続け、当時のカルデラ壁等のカルデラ地形は侵食され尽くし、今では古座川弧状岩脈、ゴトビキ岩、天柱岩(いずれも流紋岩質の火山砕石岩）等の僅かな跡を残す程度となっている。
この紀伊半島の地下2000m程には、直径60㎞、厚さ20㎞もの花崗岩があり、熊野地方では温泉(源泉の温度92℃）が多数見られる。これは地下の花崗岩が、未だ冷え切っておらず、放熱が継続されているからである。
熊野カルデラは、約1400万年前の1回のみ噴火した。この時の噴火の規模は、VEI-8で、流紋岩質の火砕物、溶岩などが噴出した。火山噴出物の総量は約3000㎦ DRE以上で、大規模な火砕流も発生した。噴火時の温度は750℃~850℃。神戸大学名誉教授、巽好幸氏らの研究によれば、この時の噴火によって噴出し、堆積した火山灰の厚さは約2000m以上になったという。（火山灰は風雨によって侵食され尽くしている）この噴火のため地球全体の気温は10℃以上低下し、大量絶滅が起きた。実際に約1500万年前 - 1400万年前には、地球上で大量絶滅が起こった事が知られている。また、この噴火は約7万4000年前に起こったトバ火山の破局噴火（噴出物の総量は2800㎦ DRE）や、イエローストーン国立公園で起こった約210万年前の破局噴火（噴出物の総量は939㎦ DRE）と並ぶ、地球史上でも最大規模に近い破局噴火でもある。

## 参考資料
- 洋泉社発行　日本列島5億年史 　　　　　*NHKスペシャル列島誕生ジオジャパン2 激動の日本列島誕生の物語（神戸大学名誉教授巽好幸氏の解説）　　　　　　　　　　　　　　*小学館発行　日本大百科全書ニッポニカ